# Piruapsis
Piruapsis is een kevergeslacht uit de familie van de boktorren (Cerambycidae). De wetenschappelijke naam van het geslacht werd voor het eerst geldig gepubliceerd in 2007 door Galileo & Martins.

## Soorten
Piruapsis omvat de volgende soorten:
- Piruapsis antennatus Galileo & Martins, 2007
- Piruapsis nigellus (White, 1855)
- Piruapsis vestitus (White, 1855)